# ويليام دانيال (سياسي هايتي)
ويليام دانيال (بالإنجليزية: William Daniel)‏ هو فنان وسياسي أمريكي وهايتي، ولد في 24 يناير 1826 في الولايات المتحدة، وتوفي في 13 أكتوبر 1897 ببالتيمور في الولايات المتحدة. حزبياً، نشط في الحزب الجمهوري. وقد انتخب عضو مجلس النواب لولاية ماريلند.